# Norman Gimbel
Norman Gimbel (Brooklyn, Nova York, 16 de novembre de 1927 - Montecito, Califòrnia, 19 de desembre de 2018) fou un lletrista estatunidenc de música popular i de temes de pel·lícules i televisió. La seva carrera inclou títols com "Sway", "Canadian Sunset", "Summer Samba", "The Girl from Ipanema", "Killing Me Softly with His Song", "Meditation" o "I Will Wait for You", i un Oscar a la millor cançó original per "It Goes Like It Goes", de la pel·lícula Norma Rae.

## Carrera
Nasqué a Brooklyn, fill d'una parella de jueus austríacs immigrants. Va estudiar al Baruch College i a la Universitat de Colúmbia. El seu primer treball en el camp de la música va ser per a l'editora de música David Blum. El seu primer èxit va ser "Ricochet Romance", el 1953. Més tard, va esdevenir compositor contractat per a l'editora Edwin H. Morris, on va obtenir un gran èxit el 1956 amb "Canadian Sunset" (amb Eddie Heywood).
El 1963, Gimbel va ser presentat per l'editor Lou Levy a un grup de compositors brasilers de bossa nova, entre ells, Tom Jobim, Luiz Bonfá, Carlos Lyra i Baden Powell. La versió en anglès de la música "The Girl From Ipanema", de l'original "Garota de Ipanema", composta pels músics Vinicius de Moraes i Tom Jobim, va guanyar el Grammy per a l'Enregistrament de l'Any. La tardor de 1967, es va mudar a Hollywood, on fou molt actiu en el cinema i en la televisió. Entre altres compositors, va treballar amb Lalo Schifrin, Elmer Bernstein, Bill Conti, Maurice Jarre, Peter Matz, Pat Williams, Michel Colombier, Fred Karlin, Charles Fox (amb qui va rebre dues mencions als Premis de la Academia), Ramblin' Jack Elliott, Quincy Jones, Burt Bacharach, Jean Thielemans, Eddy Marnay, Gilbert Bécaud i amb la seva filla Nelly Gimbel.
Va ser inclòs en el "Songwriters Hall of Fame" el 1984.